# Розкатіха (Ленінськ-Кузнецький округ)
Розкаті́ха (рос. Раскатиха) — селище у складі Ленінськ-Кузнецького округу Кемеровської області, Росія.

## Населення
Населення — 51 особа (2010; 112 у 2002).
Національний склад (станом на 2002 рік):
- росіяни — 100 %